# Jan Gruter
Jan Gruter, o Gruytere, noto anche nella forma latinizzata di Janus Gruterus, (Anversa, 3 dicembre 1560 – Heidelberg, 20 settembre 1627), è stato un filologo, antiquario e storico fiammingo.

## Biografia
Jan Gruter nacque ad Anversa il 3 dicembre 1560, da padre fiammingo e madre inglese. Il padre era il mercante e borgomastro di Anversa Walter (Wouter) de Gruutere († 1588), la madre Catherine Tishem (Thysmayer) († 1595) di Norwich. La famiglia Gruter fuggì in Inghilterra durante la guerra degli ottant'anni. Dopo avere studiato per alcuni anni al Caius College a Cambridge, Jan Gruter si trasferì all'Università di Leida, dove fu discepolo di Hugo Donellus e Giusto Lipsio, e ottenne il titolo di Magister artium nel 1584. Nel 1586 fu nominato professore di storia all'Università di Wittenberg, ma, dato che rifiutò di sottoscrivere la  formula concordiae, dovette abbandonare l'incarico.  Dal 1589 al 1592, insegnò a Rostock, ed in seguito a Heidelberg, dove nel 1602 fu nominato bibliotecario dell'università. Morì il 20 settembre 1627 a Verhelden presso Heidelberg.

## Opere
Frutto della sua accurata educazione classica, svoltasi in Inghilterra e in Olanda, furono le numerose edizioni di classici latini (Seneca, Heidelberg 1593; Marziale, Francoforte 1596; Sallustio e Tacito, ivi 1607; Scriptores Historiae Augustae, Hanau 1611, voll. 2, ecc.) e soprattutto la raccolta Inscriptiones antiquae totius orbis romani (Heidelberg 1603, voll. 2), che, grazie anche agli indici aggiuntivi dallo Scaligero, costituì per i suoi tempi un notevole contributo alla sorgente scienza epigrafica.
Nel 1608 pubblicò a Francoforte due piccoli ma densi volumi, contenenti rispettivamente 1399 e 1481 pagine di testo, intitolati Delitiae CC. Italorum Poetarum, huius superiorisque aevi illustrium; furono i primi di una serie divenuta famosa di Delitiae, tutte nello stesso piccolo formato, e tutte pubblicate a Francoforte nel decennio successivo. Il nome di Gruter appare nel frontespizio con lo pseudonimo anagrammato 'Ranutius Gherus' ('Collectore Ranvtio Ghero'). Alle Delitiae Italorum Poetarum fecero seguito le Delitiae C. poetarum Gallorum (1609) e le Delitiae C. poetarum Belgicorum (1614). La serie fu continuata da altri studiosi con le Delitiae poetarum Germanorum (1612), le Delitiae poetarum Hungarorum (1619) e le Delitiae poetarum Scotorum (1637).
Da ricordare inoltre: Suspicionum libri IX, emendazioni e glosse interpretative a Plauto, Terenzio e Seneca; il Florilegium ethico-politicum (Francoforte 1610), raccolta di sentenze e proverbi greci, italiani, francesi, tedeschi, spagnoli, ecc.; il Chronicon chronicorum eeclesiastico-politicum (Francoforte 1614, voll. 4), compilazione di storia della Chiesa; e svariatissime altre opere, collettanei, antologie, in cui il Gruter riversò in diversa misura la sua grande dottrina e la sua abilità compilatoria.